# Constitución Política de Costa Rica de 1844

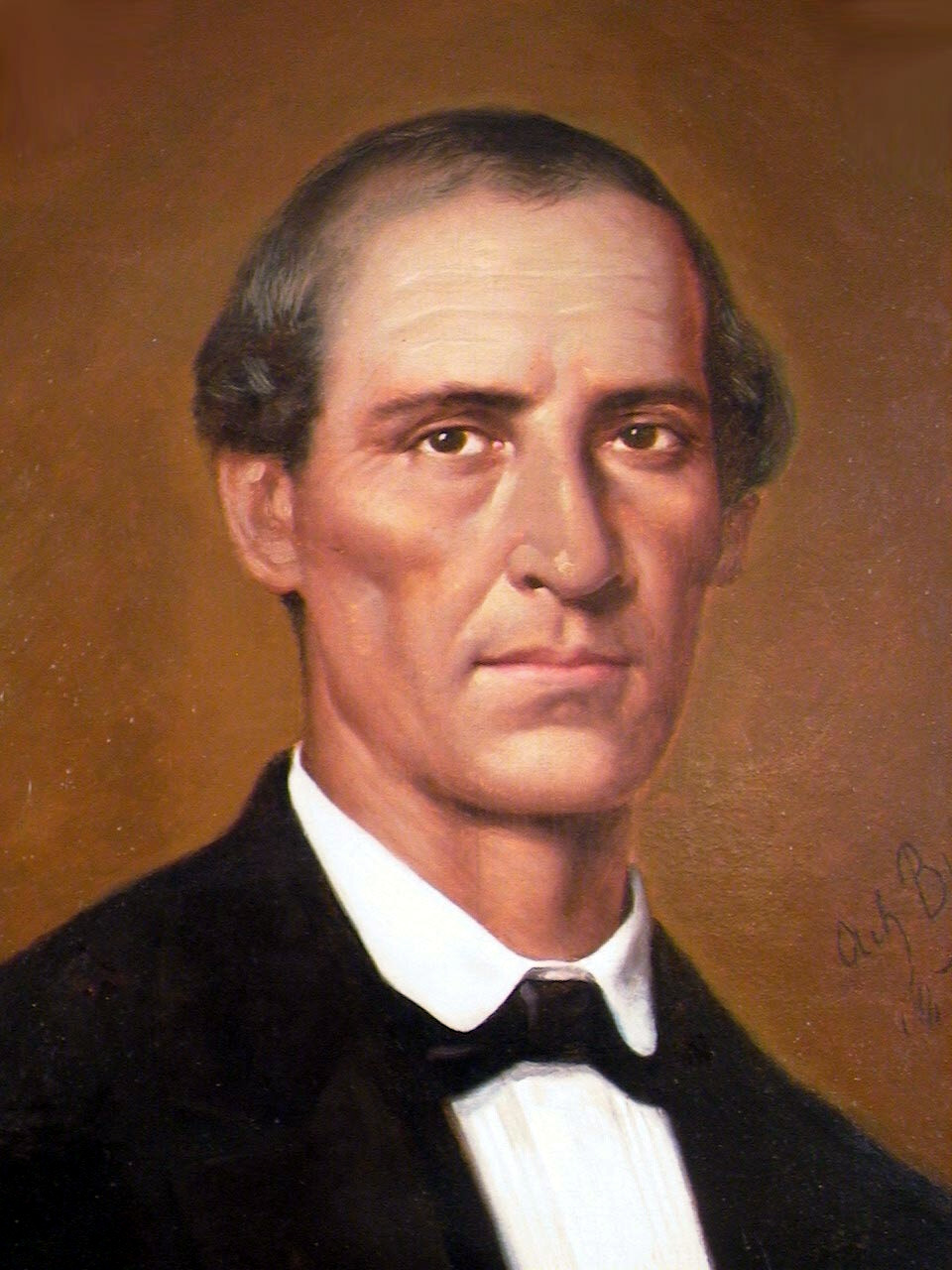
José María Alfaro Zamora

La Constitución Política del Estado Libre de Costa Rica promulgada el 9 de abril de 1844 fue la segunda constitución del país, si se excluyen las constituciones locales cuando fue miembro de la Federación Centroamericana, y la octava (sin contrar reformas) si se incluyen estas. Caído el régimen de Morazán quien lo derrocó, José María Alfaro Zamora, como gobernante interino convoca el 5 de abril de 1843 a una Asamblea Constituyente que se instaura oficialmente el 1 de junio de ese año y redacta la Constitución que estaría vigente hasta 1847 cuando, Alfaro de nuevo, convoca a una nueva Constituyente.
Fue la primera constitución en establecer expresamente ministerios, estos fueron; de Despacho, de Gobernación, Relaciones Exteriores e Interiores y de Hacienda y Guerra. Si bien no especifica sus funciones. El Poder Legislativo es bicameral, estableciéndose un Senado cuyo número de miembros no podría bajar de cinco y que se renovaría por tercios cada año, y una Cámara de Representantes electos directamente por los pueblos que se renovaría cada año por mitad). El Jefe de Estado sería suplido por el Presidente del Senado en caso de muerte, enfermedad o destitución.
También instituye el Hospital San Juan de Dios y su Junta de Caridad que eventualmente se transformaría en la Junta de Protección Social. Establece también la educación como un derecho de los costarricenses y como un deber del Estado el otorgarla poniendo todos los medios a su alcance para brindarla.
El  descontento con la Constitución de 1844 por parte de los militares llevó al golpe de Estado de 1846 y este a su vez a la redacción de la Constitución «corregida» de 1847.